# Ben Kahmann
Bernardus Hendrikus Alfonsus (Ben) Kahmann (Amsterdam, 1 januari 1914 - Nijmegen, 2 september 2002) was een Nederlands redemptorist, componist, organist en dirigent.
Hij was zoon van kantoorbediende Wilhelm Bernard Kahmann en Margaretha Petronella Schouten. Zij woonden aan de Van Oldenbarneveldtkade , die in 1919 gedempt werd tot Van Oldenbarneveldtplein; het gezin woonde op nummer 3.
Kahmann groeide op in Amsterdam Oud-West. In 1920 overleed zijn moeder, waarna hij tot 1923 in een internaat van de broeders van Saint-Louis in Oudenbosch verbleef.
Kahmann studeerde theologie in Roermond en filosofie in Wittem. Hij werd in 1938 priester gewijd te Wittem en het jaar daarop vertrok hij naar Rome om er te gaan studeren aan de Accademia Sancta Caecilia. Hij studeerde er piano, orgel en compositieleer. Hij haalde er diverse einddiploma’s. Vlak na de Tweede Wereldoorlog kwam hij terug naar Nederland en ging werken als leraar en het klein seminarie in  Glanerbrug. In 1949 promoveerde hij in Rome in de muziekwetenschap door een proefschrift over Antoine de Févin. Hij woonde van 1949 tot zijn dood in 2002 in het Neboklooster in Nijmegen. Hij was er rector van 1969 tot 1979 en gaf muzieklessen aan het Klein Seminarie. Vanaf 1967 was hij algemeen voorzitter van de Nederlandse Sint-Gregoriusvereniging en hoofdredacteur van het Gregoriusblad.
Van 1953 tot 1970 was hij dirigent van het studentenorkest Collegium Musicum Carolinum, en van eveneens 1953 tot 1974 van het Nijmeegs Studentenkoor Alphons Diepenbrock. Op 2 september 1967 luisterde het Nijmeegs Studentenkoor Dr. Alphons Diepenbrock onder leiding van pater Kahmann de doopplechtigheid van prins Willem-Alexander op.
Kahmann componeerde zo'n 70 werken, waaronder veel gelegenheidscomposities. Daaronder bevinden zich Dialoogkoraal voor althobo en orgel en liederen op tekst van Rilke.
- Biografisch Portaal: 85489666
- International Standard Name Identifier: 0000 0003 9430 4285
- Nederlandse Thesaurus van Auteursnamen: 073767344
- Virtual International Authority File: 288815766
- WorldCat: E39PBJbtrJD4CcrQDGHw7jB3wC